# Fon Angwafo III de Mankon
Fon Angwafo III de Mankon, de son vrai nom Solomon Anyeghamotü Ndefru, né le 1er mai 1925 à Mankon et mort 21 mai 2022, est un chef traditionnel camerounais.

## Biographie
Fon Angwafo III est né à Mankon, près de Bamenda, le  1er mai 1925.
Il a fréquenté l'Aggrey Memorial College Arochuku, dans l'est du Nigeria, de 1945 à 1950. Il a ensuite étudié à l'Université d'Ibadan, au Nigeria, d'où il est sorti en 1953 avec un diplôme en agriculture. Il est devenu le vingtième Fon de Mankon en 1959. À la fin de la période coloniale, dans les années 1960, il est l'un des architectes de l'unification des territoires contrôlés par les Britanniques et les Français dans ce qui est aujourd'hui le Cameroun.
Fon Angwafo III a été membre du Parlement du Cameroun de 1962 à 1988. Il a également été le premier vice-président du Rassemblement démocratique du peuple camerounais (RDPC).
Il est mort le 21 mai 2022, à l'âge de 97 ans.
Son fils Fru Asaah Angwafo IV lui succède le 7 juin 2022.

## Œuvres
- 2009 : Royalty and Politics. The Story of My Life